# ويل سيمبسون (فنان قصص مصورة)
ويل سيمبسون (بالإنجليزية: Will Simpson)‏ هو فنان قصص مصورة ورسام كارتون بريطاني، ولد في 10 نوفمبر 1980.

## وصلات خارجية
- ويل سيمبسون على موقع IMDb (الإنجليزية)